# Codice della vita italiana
Il Codice della vita italiana è un saggio di Giuseppe Prezzolini.

## Descrizione
Il volume analizza il modus vivendi italico, una raccolta di aforismi edita da La Voce. Pubblicato per la prima volta nel 1921.